# Kaunos (Mythologie)

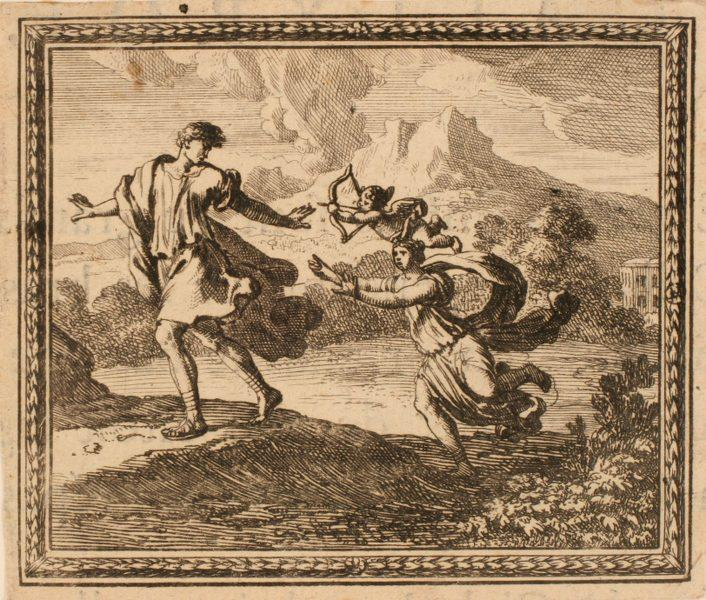
Kaunos, verfolgt von Byblis

Kaunos (altgriechisch Καῦνος Kaúnos, lateinisch Caunus) ist eine Gestalt aus der griechischen Mythologie.
Er war der Sohn des Miletos und Zwillingsbruder der Byblis. Sie verliebte sich in Kaunos, er floh und sie verfolgte ihn durch fast ganz Griechenland und Kleinasien, bis sie sich schließlich erschöpft und traurig in eine Quelle verwandelte.
Nach ihm ist die Stadt Kaunos benannt.